# Clásico RCN
Il Clásico RCN  è una corsa a tappe maschile di ciclismo su strada che si svolge ogni anno in Colombia. Si corre tra fine settembre e inizio ottobre e fa parte del calendario nazionale colombiano risultando aperta a professionisti e dilettanti.
Il maggior numero di vittorie finali è di Rafael Antonio Niño con cinque successi, mentre il record di tappe vinte, con dodici successi, è di Martín Emilio Rodríguez. Solo tre ciclisti stranieri sono saliti sul podio della classifica generale finale di questa corsa: il primo fu l'italiano Claudio Chiappucci, che fu secondo nell'edizione del 1992; gli altri due sono lo spagnolo Óscar Sevilla e il boliviano Óscar Soliz, entrambi capaci di aggiudicarsi la gara.

## Palmarès
Aggiornato all'edizione 2017.
| Anno | Vincitore                | Secondo                  | Terzo                  |
| ---- | ------------------------ | ------------------------ | ---------------------- |
| 1961 | Rubén Darío Gómez        | Martín Rodríguez         | Hernán Medina Calderón |
| 1962 | Rubén Darío Gómez        | Roberto Buitrago         | Martín Rodríguez       |
| 1963 | Martín Rodríguez         | Pablo Henrique Hernández | Luis Alfonso Galvis    |
| 1964 | Gabriel Buitrago         | Héctor Muñoz             | Federico Ortiz         |
| 1965 | Javier Suárez            | Carlos Montoya           | Federico Ortiz         |
| 1966 | Javier Suárez            | Luis Alfonso Galvis      | Martín Rodríguez       |
| 1967 | Carlos Montoya           | Martín Rodríguez         | Marco Larrota          |
| 1968 | Jairo Grijalba           | Hernando Gómez           | Evaristo Fino          |
| 1969 | Álvaro Pachón            | Evaristo Fino            | Martín Rodríguez       |
| 1970 | Óscar González           | Gustavo Rincón           | Álvaro Pachón          |
| 1971 | Rafael Antonio Niño      | Francisco Triana         | Miguel Samaca          |
| 1972 | Albeiro Mejía            | Juan de Dios Morales     | Rafael Antonio Niño    |
| 1973 | Juan de Dios Morales     | Gonzalo Marín            | Olinto Rueda           |
| 1974 | Norberto Cáceres         | Gonzalo Marín            | Abelardo Ríos          |
| 1975 | Rafael Antonio Niño      | Abelardo Ríos            | Carlos Campaña         |
| 1976 | José Patrocinio Jiménez  | Norberto Cáceres         | Efrain Pulido          |
| 1977 | Rafael Antonio Niño      | José Patrocinio Jiménez  | Victor Ladino          |
| 1978 | Rafael Antonio Niño      | Julio Alberto Rubiano    | Plinio Casas           |
| 1979 | Rafael Antonio Niño      | José Patrocinio Jiménez  | Alfonso Flórez         |
| 1980 | Fabio Navarro            | Antonio Londoño          | Jairo Atehortúa        |
| 1981 | Manuel Ignacio Gutiérrez | Fabio Parra              | Julio Alberto Rubiano  |
| 1982 | Luis Herrera             | Fabio Parra              | Samuel Cabrera         |
| 1983 | Luis Herrera             | Manuel Ignacio Gutiérrez | Ramón Tolosa           |
| 1984 | Luis Herrera             | Francisco Rodríguez      | Manuel Cárdenas        |
| 1985 | Francisco Rodríguez      | Luis Herrera             | Israel Corredor        |
| 1986 | Luis Herrera             | Israel Corredor          | William Palacio        |
| 1987 | Fabio Parra              | Pablo Wilches            | Álvaro Mejía           |
| 1988 | Álvaro Mejía             | Alberto Camargo          | Pablo Wilches          |
| 1989 | Álvaro Mejía             | Fabio Parra              | Oliverio Rincón        |
| 1990 | Gustavo Wilches          | Álvaro Mejía             | Pablo Wilches          |
| 1991 | Fabio Rodríguez          | José Jaime González      | Julio César Rangel     |
| 1992 | Alberto Camargo          | Claudio Chiappucci       | Luis Espinosa          |
| 1993 | Luis Alberto González    | Jair Bernal              | Óscar de Jesús Vargas  |
| 1994 | Julio César Aguirre      | Martín Farfán            | Libardo Niño           |
| 1995 | Raúl Montaña             | Henry Cárdenas           | Pedro Rodríguez        |
| 1996 | Israel Ochoa             | Álvaro Lozano            | Jair Bernal            |
| 1997 | Raúl Montaña             | Héctor Iván Palacio      | Juan Diego Ramírez     |
| 1998 | Raúl Montaña             | Argiro Zapata            | Israel Ochoa           |
| 1999 | Jairo Hernández          | Álvaro Sierra            | Juan Diego Ramírez     |
| 2000 | Juan Diego Ramírez       | Élder Herrera            | Julio César Aguirre    |
| 2001 | Juan Diego Ramírez       | José Castelblanco        | Élder Herrera          |
| 2002 | José Castelblanco        | Daniel Rincón            | Freddy González        |
| 2003 | José Castelblanco        | Álvaro Sierra            | Jairo Hernández        |
| 2004 | Hernán Buenahora         | Félix Cárdenas           | Libardo Niño           |
| 2005 | Libardo Niño             | Álvaro Sierra            | Jairo Hernández        |
| 2006 | Javier González          | Libardo Niño             | Javier Zapata          |
| 2007 | Libardo Niño             | Javier González          | José Flober Peña       |
| 2008 | Óscar Sevilla            | Mauricio Ortega          | Juan Carlos López      |
| 2009 | Mauricio Ortega          | Francisco Colorado       | Giovanni Báez          |
| 2010 | Félix Cárdenas           | Sergio Henao             | Freddy Montaña         |
| 2011 | Rafael Infantino         | Julián Rodas             | Iván Parra             |
| 2012 | Óscar Sevilla            | Alex Cano                | Rafael Infantino       |
| 2013 | Camilo Gómez             | Óscar Soliz              | Óscar Sevilla          |
| 2014 | Óscar Soliz              | Alex Cano                | Danny Osorio           |
| 2015 | Omar Mendoza             | Carlos Becerra           | Cristhian Montoya      |
| 2016 | Óscar Sevilla            | Óscar Soliz              | Alexander Gil          |
| 2017 | Juan Pablo Suárez        | Óscar Sevilla            | Danny Osorio           |